# Хинчешти
Хинчешти (молд. Хынчешть, рус. Ганчéшты/Хынчешты) је град и седиште Хинчештског рејона, у Молдавији. Град се налази на обали реке Когиљник, удаљен 33 km северозападно од Кишињева.

## Назив
Хинчешти је основан 1500. године под именом Добрени. За време Руске Империје био је у употреби русификован назив Гинчешти, док се у румунском користио назив Хинчешти. Град је 1940. године преименован у Котовскоје, у част Григорија Котовскија, совјетског генерала и политичара. Али је град у периоду од 1941. до 1944. године поново био познат као Хинчешти. Од 1945. до 1965. године се звао Котовскоје, да би се од 1965. године звао Котовск. Од 1990. године се поново зове Хинчешти.

## Становништво
Према попису, у граду је 2014. живело 12.491 становника.
| 1897. | 1979.  | 1989.  | 2004.  |
| ----- | ------ | ------ | ------ |
| 5.044 | 16.317 | 19.235 | 15.281 |

## Образовање
У граду се налазе четири лицеја (високе школе):
- Лицеј Михаја Великог
- Лицеј Михаила Ломоносова
- Михаил Садовеану Лицеј
- Михај Еминеску Лицеј

## Знамените личности
- Леонид Анулов - официр
- Григориј Котовскиј - генерал
- Јанкл Јанкелевич - јеврејски писац

## Међународни односи
Хинчешти је побратимљен са:
- Плојешти, Румунија
- Ор Акива, Израел
- Јурјев-Пољски, Русија